# Flashmob

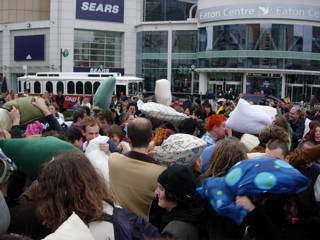
Flash mob în centrul orașului Toronto, în care participanții se bat cu perne

Flashmob (pronunțat [flæʃ mob], termen provenit din engleză flash mob, unde flash—flash, clipă; mob — mulțime) este o adunare foarte scurtă într-un loc public, participanții efectuând o anumită acțiune neobișnuită pentru o durată scurtă de timp (de obicei câteva minute), după care grupul se împrăștie. Ideea a fost vehiculată în literatură în timpul secolului al XX-lea, fiind transpusă în realitate începând cu 2003. Aceasta a fost facilitată de larga răspândire a Internetului, e-mailul și mesageria instant fiind principale mijloace prin care se face organizarea acestor adunări.
Flashmob e o prezentare pentru spectatori accidentali, cu scopul de a trezi sentimente de neînțelegere, interes și chiar senzații ca ceva nu este în regulă cu spectatorii înșiși.
Ideologia clasică aderă la principiul «flashmob - în afara religiei, politicii și economie» din care rezultă ca flashmob nu poate fi folosit pentru profit.
Flashmob este si atunci când unul sau mai mulți oameni incep să danseze intr un spatiu public ,iar pe parcurs mai multe persoane se adună ,iar  durata poate varia de la cateva minute la o oră,două

## Reguli
Orice "spectacol" în stil Flashmob are reguli, dintre care cele mai importante sunt:
- Acțiunea trebuie sa fie spontană și concomitentă. Este interzisă atragerea atenției de către participanți înainte de acțiune.
- Trebuie să se formeze impresia că participanții nu se cunosc și înainte de acțiune să nu afișeze că se pregătesc să facă ceva neobișnuit.
- Toate acțiunile trebuie efectuate după scenariu.
- Acțiunea nu trebuie să urmeze cu reacții agresive din partea spectatorilor.
- Fără încălcare de lege sau afișare a intereselor politice.
- După Flashmob nu trebuie să rămână urme.
- Toate acțiunile trebuie să fie efectuate cu toată seriozitatea.
- După finalizare toți participanții trebuie să părăsească imediat locul acțiunii fără a mai arăta că s-a întâmplat ceva deosebit.
- Flashmobul trebuie să fie în afara Mass-Mediei.

Pentru a evita conflictele cu angajații instituțiilor de aplicare a legii și securitate sunt recomandări:
- De a avea acte de identitate.

Participarea la acțiuni neautorizate în masă, de obicei, sunt pedepsite prin lege.
Detalii de reguli pot varia, în dependență de scenariu.

## Scenariu
Scenariul ideal trebuie să fie absurd, misterios, nu foarte vizibil și în niciun caz să nu provoace râsul. Mobbery nu trebuie să încalce dispozițiile legale și normele morale. Doar trebuie să faci ceva lipsit de sens, dar în așa fel, de parcă această acțiune conține un sens obișnuit. Ca urmare, spectatorii ocazionali văd această situație ca pe ceva serios, o situație care poată un sens și ei încearcă să-l găsească. Ei încearcă un sentiment de interes, neînțelegere sau chiar sentimentul că își pierd mințile.

### Exemple de scenarii
Freeze
 Într-un loc și timp anumit participanți "îngheață" de parcă timpul s-a oprit. În așa poziție ei stau timp de câteva  minute, după care toți concomitent pleacă în diferite direcții.

battery-low

Într-un loc și timp anumit participanții încep să înceteze mișcările de parcă sunt roboți la care se termină energie. Mișcările lente continuă câteva secunde după care fiecare se oprește pentru a se "încărca", peste câteva minute flashmobul sfârșește și ca și în orice scenariu participanții pleacă în diferite direcții de pe locul acțiunii.
În acest mob poate fi activizată toată fantezia moberilor, cineva se oprește încet cineva brusc, cineva în mers și altul doar apleacă capul. Acest scenariu se joacă în așa fel de parcă se temină energiea interioară. Cazi pe loc, te pui în genunchi sau rămăi în picioare alegi singur. Principal e să surprinzi lumea din jur.

## Scopul
Participanți Flashmob acțiunii nu oferă și nu primesc bani pentru participare. Este ocupație voluntară.
Participanți aceleași acțiuni pot urmări diferite scopuri. Scopuri posibile pot fi:
- distracția
- a se simți independent de stereotipuri de comportament
- de a impresiona pe ceilalți
- pentru a testa capacitățile proprii în efectuarea acțiunilor spontane în locuri publice
- încercare de a obține noi senzații
- senzație de aparținere la o acțiune comună
- noi senzații emoționale
- participare pentru a găsi noi prieteni

Participanți în astfel de acțiuni în viața cotidiană pot fi oameni de succes și persoane serioase. Unii psihologi explică acest lucru prin aceea că aceste persoane se plictisesc de viața rațională. Astfel ei caută să participe în ceva deosebit ce o să aducă noi senzații în viața lor.

## Istoria
Primul Flashmob trebuia să se realizeze în data de 3 iunie 2003 în New York, dar nu s-a efectuat deoarece poliția a fost alertată din timp. Acest fapt a fost evitat în a doua încercare de a realiza flashmob, el a fost efectuat în 17 iunie 2003. Organizatorii au evitat probleme prin faptul că participanții au venit în locul definit din timp unde au primit instrucțiuni cu locul și timpul final al flashmobului, exact înaintea acțiunii. Au participat aproximativ 200 persoane care au venit într-un magazin de covoare și cereau "covorul dragostei".
Deja peste câteva zile o serie de flashmoburi au fost realizate în America și Europa.
În anii 2003-2005 flashmob a avut cea mai mare răspândire, practic în fiecare țară unde era posibilitate de a opera cu internet au fost create site-uri și bloguri unde se discutau și apoi, în locuri publice, se realizau flashmob acțiuni în care participau sute, uneori și mii, de oameni.

## Terminologia
De la început nici nu exista terminologia și clasificarea a acțiunilor, și procesul de formarea lor continuă și acum. Din start flashmob s-a format in America, din cauza aceasta foarte multe termini sunt folosite în original din limba engleza ca de exemplu: mobplace, afterparty...
Însuși cuvântul Flashmob se folosește fără schimbări fonetice sau gramaticale. Deseori se întâlnesc variații de scriere a acestui cuvânt: "flas mob" "flash-mob" ...

### Vocabular
(Este tradus din rusă. Majoritatea termenilor sunt folosiți numai pe teritoriul Rusiei, altele sunt internaționale).
- Agenți — persoane, care distribuie pliante cu instrucțiuni participanților.
- Acțiune sau Mob — act, prezentare, efectuarea finală a scenariului.
- Afterparty (prescurtat AP)  — întâlnirea participanților dupa acțiune. La aceste întâlniri participanți fac cunoștința, schimb de discuri cu flashmoburi precedente, discută și invintează noi idei.
- Camerton — ceas, care se află în locul public sau in internet, dupa care se conducut participanții mob acțiunei. De regulă, astfel de ceas este pe saitul prin care este oranizată acțiunea.
- Clasica — FM-acțiunea formată pe princiupiul idiologic: mulțimea instantanee și acțiuni absurde...Uneori lexemul se folosește pentru a defini mob care neapărat a fost jucate în toate țări în care este așa organizație (de exemplu: freeze, bang..)
- Codul de cuvinte — fraze, care se folosesc în unele acțiuni în dependență de scenariu. Așa cuvinte pot fi răspuns la întrebarea a trecătorilor, pentru contact între participanți sau pentru alte scopuri.
- Mayac — persoană specială, care se află în locul efectuării mobului, pentru a da semnal mobererilor de a incepe acțiunea. Caracterul semnalului este știut din timp de perticipanți.
- Media-grupă — reprezentanți oficiali al FM-saitului care se ocupă de filmări a mob acțiunei.
- Mobber (flashmobber, FMshik) — persoana care participa in FM acțiuni.

Variante: Mobric — mobber-începător și Mobster — mobber cu experiență (aceste noțiuni se folosesc foarte rar).
- Mobfest — festival internațional. Organizat de o țară cu mobberi activi cu scopul de a face cunoștință.
- Locul X, Spațiul uneori Mobplace — locul unde se petrece FM-acțiunea.
- Pinguin, mai rar Zribber — persoana, care a aflat de flashmob și a venit pe mobplace dar nu participă ci doar urmărește.
- Scenariu — Acțiunea descrisă cu precizarea locului, timpului și acțiunei propriu zise.
- Strooks — mobberi-turiști care călătoresc dintr-o țara în altă unde este mob-comunitate pentru a face cunoștință și schimb de experiență.
- Smile — mobber care nu respectă FM-reguli.
- Fomici — trecători, persoane care din întâmplare sunt martori a acțiunei.
- FM - prescurtare de la FlashMob.
- GFM ("Global Flash Mob") — FM-acțiune care se petrece concomitent în toate țări unde mai sunt mob-comunități active.

## Organizarea
Flashmob, ca regulă, se organizează cu ajutorul internetului. În fiecare țară (FM activă) există o comunitate individuală pentru a evita neînțelegerile și conflictele în privința modului și locului desfășurării acțiunilor.
Locul, timpul și acțiunea poat fi alese de către organizatori sau conform votărilor.
Acțiunea este realizată în locuri publice (excepție fiind mob-haus). Instrucțiunele pot fi publicate în rețea sau se anunță doar locul unde orice doritor primește instrucțiuni de la agent după ce efectuează o acțiune stabilită sau spune codul de cuvinte.